# Purple Hearts
I Purple Hearts sono un gruppo musicale mod revival inglese in attività tra il 1978 e il 1982.

## Storia del gruppo
Nascono a Romford, una cittadina nel distretto londinese di Havering, nel 1978 dall'unione di quattro adolescenti affascinati dal punk rock e dall'atmosfera mod revival che in quegli anni prendeva sempre più piede in Inghilterra, grazie al film Quadrophenia degli Who.
Il singolo di debutto della band fu "Millions Like Us" (1979), una canzone che si ispirava al sempre crescente movimento mod inglese che proprio in quegl'anni viveva il massimo della sua espansione, e grazie a questo accostamento riuscì a raggiungere la 57ª posizione nella Official Singles Chart.
Il secondo singolo "Frustration" non riprese il successo del precedente lavoro, non riuscendo ad entrare in classifica, ma la b-side del disco, chiamata "Extraordinary Sensations", ispirò Eddie Piller, un personaggio in voga all'epoca nell'ambiente mod, a fondare una fanzine dallo stesso nome. Qualche anno più tardi proprio Eddie Piller fondò la Acid Jazz Records.
Il terzo singolo "Jimmy" uscì nel febbraio del 1980, e fu altro successo per la band che vide la canzone raggiungere il 60º posto nella classifica dei singoli inglesi, facendo da traino all'uscita del primo album musicale Beat That! con l'etichetta Fiction Records, un album che era un mix tra canzoni inedite e cover di vecchi pezzi rock degli anni sessanta.
Dopo una separazione dalla Fiction Records nell'estate del 1980 per incomprensioni artistiche, i Purple Hearts vennero scritturati dalla più piccola Safari Records, che pubblicò il loro quarto singolo "My Life's a Jigsaw", che venne seguito da "Plane Crash" pubblicato dalla Road Runner, un'etichetta indipendente.
Dopo una breve pausa tornano nel 1985 con Head on Collision Time, il primo album live registrato durante un'esibizione al famoso 100 Club di Londra, che verrà seguito dal secondo lavoro in studio Pop-ish Frenzy l'anno successivo (1986) sotto etichetta Razor Records. Nello stesso periodo uscì il sesto ed ultimo singolo "Friends Again".
Dopo un periodo di stallo i Purple Hearts tornarono a suonare insieme durante il Mods Mayday del 1999, per celebrare il ventesimo compleanno della rassegna musicale lanciata in pieno periodo mod revival, dove registrarono "Head on Collision Time Again", una compilation dei loro più grandi successi.
Nel 2009 dopo una riunione decidono di tornare ad esibirsi live in giro per la Gran Bretagna nei vari festival organizzati dal movimento modernista inglese.

## Membri
- Bob Manton - Cantante
- Simon Stebbing - Chitarrista
- Jeff Shadbolt - Bassista
- Gary Sparks - Batterista

## Discografia

### Album
- 1980 - Beat That! - Fiction Records
- 1986 - Pop-ish Frenzy - Razor Records

### Live
- 1985 - Head on Collision Time - Razor Records

### Raccolte
- 1999 - Head on Collision Time Again - Detour Records

### Singoli
- 1979 - Millions Like Us
- 1980 - Frustration
- 1980 - Jimmy
- 1980 - My Life's a Jigsaw
- 1981 - Plane Crash
- 1986 - Friends Again